# Сулеев, Досым Касымович
Досым Касымович Сулеев (каз. Досым Қасымұлы Сүлеев; род. 7 марта 1947, Сары-Агаш Южно-Казахстанская область, КазССР, СССР) — советский и казахстанский учёный, доктор технических наук (2003), профессор (1992), академик Национальной академии наук Казахстана (НАН) (2004), академик МИА (2003) и ВШ РК (с 2004). Заместитель председателя Отделения наук о Земле, член Президиума НАН Казахстана.

## Биография
Происходит из подрода тогызак рода Куандык племени аргын. По другим источникам считается представителем рода тас-тогызак племени шанышкылы
Родился 7 марта 1947 года в городе Сары-Агач Южно-Казахстанской области. Отец — военнослужащий, мать — учительница средней школы..
В 1965 году окончил среднюю школу No 3 и музыкальную школу по классу баяна в г. Кентау, после чего поступил на факультет автоматики и вычислительной техники Казахского политехнического института им. В. И. Ленина, который окончил в 1970 году. Во время обучения в КазПТИ создал студенческий вокально-инструментальный ансамбль «Дос-Мукасан» (первый слог названия — первый слог имени Сулеева), соединивший рок-музыку и казахские народные песенные традиции. В 1973 году ВИА стал лауреатом Всесоюзного конкурса профессиональных артистов эстрады в Минске, затем — лауреатом X Всемирного фестиваля молодежи и студентов в Берлине. За большой вклад в эстетическое воспитание молодежи и студентов республики ансамблю в 1974 году было присвоено звание лауреата премии Ленинского комсомола Казахстана, а в 1998-м — почетное звание «Легенда казахстанской эстрады». Автор более 20 песен и мелодий, вошедших в музыкальный фонд радио и телевидения РК, были выпущены пластинки и записи с песнями, вышел сборник авторских музыкальных произведений «Той жыры». Принимал участие в играх КВН. В 2022 году создан художественный фильм «Дос-Мукасан».
После окончания вуза был оставлен инженером кафедры технической кибернетики, откуда в 1974 году направлен в очную аспирантуру Московского института стали и сплавов. По окончании обучения в аспирантуре в 1978 году защитил кандидатскую диссертацию на тему «Исследование основного технологического комплекса титанового производства и разработка алгоритмов оптимального управления», результаты которой были внедрены на Усть-Каменогорском титано-магниевом комбинате.
С 1978 года — преподаватель, в течение четырёх лет заместитель секретаря парткома Казахского политехнического института им. В. И. Ленина. В 1984 году курировал вузы Алма-Аты в горкоме партии. С апреля 1986 года — проректор по учебной работе Алма-Атинского энергетического института. В 1991 году Госкомитетом по образованию СССР утвержден в учёном звании профессора. С февраля 1997 года — первый директор Департамента высшего образования, с октября 1997 года — директор административного департамента Министерства образования и науки РК. С января 2001 года — заместитель заведующего отделом социально-культурного развития Канцелярии Премьер-министра РК. С июля 2001 года — ректор Казахского национального технического университета им. К. И. Сатпаева.
С мая 2008 года по настоящее время — почётный ректор Казахского национального технического университета им. К. И. Сатпаева.
Член движения «Союз народного единства Казахстана», затем — член политсовета партии «Народное единство Казахстана». В 1990—1994 годах избирался депутатом Алма-тинского городского Совета народных депутатов. В 1996-м участвовал в выборах в мажилис парламента.
С 24 февраля 2018 года до марта 2022 года Досым Сулеев работал в должности директора института сейсмологии. С октября 2022 года является независимым директором Совета директоров Сатпаев университета. В 2021 году избран председателем
Совета ректоров КазНИТУ.

## Семья
Супруга — Сулеева Людмила Байдабековна, кандидат физико-математических наук, доцент, профессор кафедры физики. Дочь Гульмир, сын Ержан, внуки Малика, Динара, Айя, Ерали, Мия.

## Признание и награды
- 1968 — Медаль «За освоение целинных земель»;
- 1970 — Юбилейная медаль «За доблестный труд»;
- 1973 — лауреат всесоюзного конкурса вокально-инструментальных ансамблей (г. Минск);
- 1973 — Премия Всемирного фестиваля молодежи и студентов в Берлине;
- 1974 — Премия Ленинского комсомола Казахстана;
- 1998 — Медаль «Астана»;
- присвоено почётное звание «Қазақстанның еңбек сіңірген қайраткері» (Заслуженный деятель Казахстана);
- Благодарственное письмо Президента Республики Казахстан с вручением золотого нагрудного знака «Алтын барыс»;
- Почётный гражданин Южно-Казахстанской области и города Кентау;
- Почётный профессор, почетный ректор Казахского национального университета имени Сатпаева;
- Медаль Ибрая Алтынсарина — за особые заслуги в области просвещения и педагогической науки;
- Нагрудный знак МОН РК «Почётный работник образования РК»;
- Золотая медаль имени Ахмета Байтурсынова (Ассоциации вузов Республики Казахстан);
- «Педагог мира» (Международный биографический центр, Кембридж, Англия, 2005);
- Общенациональной премии «Алтын Адам — Человек года в Казахстане» (2006);
- «Человек года» (Американский биографический институт, 2007);
- Указом президента РК от 2 декабря 2021 года награждён орденом «Курмет»;[12]

## Научная деятельность
Подготовил 9 докторов, 12 кандидатов наук. Автор 260 трудов, в том числе 6 монографий, 7 учебников и учебных пособий, в том числе:
- «АСУ титанового производства»;
- «Научные основы создания „тихих“ сплавов»;
- «Акустическая экология: демпфирующие материалы и конструкции»;
- «Вибродемпфирующие сплавы в технике борьбы с шумом»;
- учебное пособие на казахском и русском языках «Основы программирования»;
- энциклопедические терминологические русско-казахские словари «Демпфирование, акустика, колебания»[9].